# Landratsamt Frankenhausen
| Basisdaten                          | Basisdaten          |
| ----------------------------------- | ------------------- |
| Bestandszeitraum                    | 1850–1922           |
| Verwaltungssitz                     | Frankenhausen       |
| Fläche                              | 207 km² (1910)      |
| Einwohner                           | 19.944 (1910)       |
| Bevölkerungsdichte                  | 96 Einw./km² (1910) |
| Gemeinden                           | 16                  |
|                                     |                     |
| Lage des Landratsamts Frankenhausen |                     |

Das Landratsamt Frankenhausen war von 1850 bis 1922 ein Verwaltungsbezirk im Fürstentum Schwarzburg-Rudolstadt und im Freistaat Schwarzburg-Rudolstadt. Sein Gebiet gehört heute größtenteils zum Kyffhäuserkreis in Thüringen.

## Geschichte
Das Fürstentum Schwarzburg-Rudolstadt bestand im 19. Jahrhundert aus zwei räumlich getrennten Landesteilen, der Oberherrschaft im Raum Rudolstadt und der Unterherrschaft rund um Frankenhausen. Bei einer Neugliederung des Staatsgebietes im Jahre 1850 wurde aus der Unterherrschaft das Landratsamt Frankenhausen gebildet. Es umfasste die Stadt Frankenhausen mit ihren Nachbarorten im Kyffhäusergebirge sowie die beiden Exklaven Schlotheim und Immenrode.
1918 wurde aus dem Fürstentum Schwarzburg-Rudolstadt der Freistaat Schwarzburg-Rudolstadt, der wiederum am 1. Mai 1920 im Land Thüringen aufging. Bei einer umfassenden Gebietsreform zum 1. Oktober 1922 ging das Gebiet des Landratsamts Frankenhausen im neuen Landkreis Sondershausen auf.

## Einwohnerentwicklung
|           | Landratsamt Frankenhausen |        |
| Jahr      | 1900                      | 1910   |
| Einwohner | 18.358                    | 19.944 |

Einwohnerzahlen der Gemeinden mit mehr als 1.000 Einwohnern (Stand 1910):
| Gemeinde      | Einwohner |
| ------------- | --------- |
| Frankenhausen | 6.566     |
| Göllingen     | 1.208     |
| Ringleben     | 1.278     |
| Schlotheim    | 3.104     |

## Landräte
Die Landräte des Landratsamtes Frankenhausen von 1850 bis zu seinem Aufgehen im neu gebildeten Landkreis Sondershausen 1922 waren
- von 1850 bis 1864 Wilhelm Tuch,
- von 1846 bis 1866 August von Beulwitz,
- von 1866 bis 1867 Bamberg,
- von 1868 bis 1904 Anton Wilhelm Klipsch,
- von 1905 bis 1913 Wilhelm Thiemer,
- von 1913 bis 1919 Alfred Fritze und
- von 1919 bis 1922 August Reinbrecht, der ab 1922 Landrat des neuen Kreises Sondershausen wurde, in dem das Landratsamt Frankenhausen aufging.[2]

## Städte und Gemeinden
| - Borxleben - Esperstedt - Frankenhausen, Stadt - Göllingen - Günserode - Ichstedt - Immenrode - Mehrstedt | - Ringleben - Rottleben - Schlotheim, Stadt - Seega - Seehausen - Straußberg - Thalleben - Udersleben |